# 川崎映画劇場
川崎映画劇場（かわさきえいがげきじょう、1937年春 開業 - 1987年 閉館）は、かつて存在した日本の映画館である。1970年代に川崎スカイ劇場（かわさきスカイげきじょう）、1983年に川崎グランド2（かわさきグランドツー）と改称した。「川崎映画街」、現在の「チネチッタ」の前身の1館である。

## データ
- 所在地：神奈川県川崎市小川町80番地
現在の同市川崎区小川町4-1の一部。現況はスターバックスコーヒーラ チッタデッラ店[3]。

## 略歴・概要

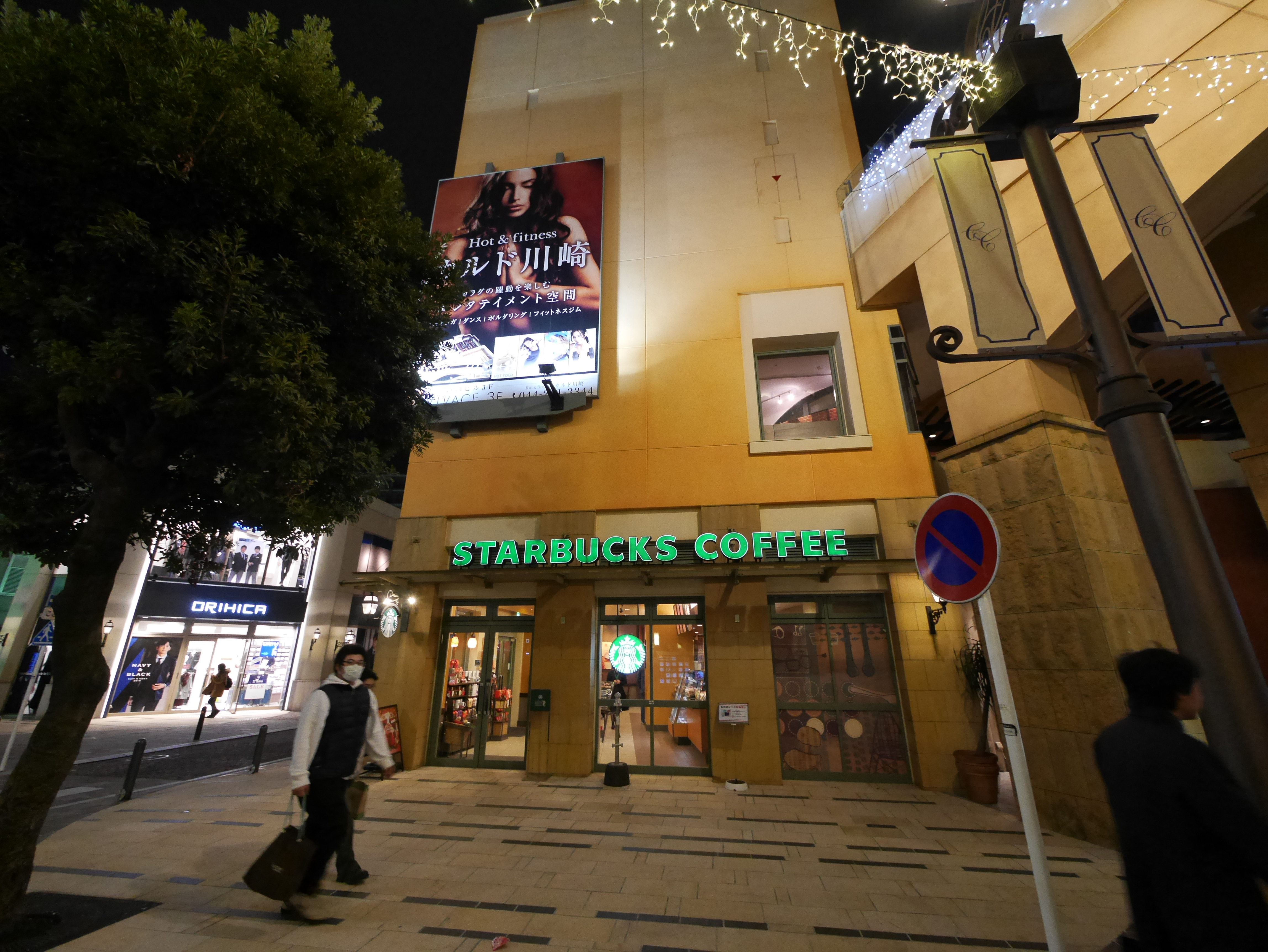
川崎映画劇場跡地の一角にあるスターバックスコーヒー ラ チッタデッラ店　（2015年12月撮影）

1936年（昭和11年）、東京市荒川区（現在の東京都荒川区）を拠点に映画街を形成していた美須鐄の金美館本部（のちのカワサキ・ミス、現在のチッタ エンタテイメント）が神奈川県川崎市に進出、同市小川町（現在の同市川崎区小川町）に川崎銀星座を開業、同社は同館に隣接して、合計6館を建設して1937年（昭和12年）春には、「川崎映画街」を形成、そのうちの1館がこの川崎映画劇場である。これが現在のシネマコンプレックス「チネチッタ」の初期形態である。
第二次世界大戦末期の1945年（昭和20年）4月15日、川崎大空襲で全焼、映画街がすべて崩壊する。終戦直前の同年7月、同館を第1号として急造のバラックとして復興した銀星座が、終戦後の同年11月に本格的に改築して再開業したのに続いて新築し、川崎映画劇場も復興を果たす。1947年（昭和22年）末までには、さらに3館が加わり、映画館は5館、実演の川崎花月劇場含めて6館の興行街「川崎映画街」が再スタートした。1952年（昭和27年）の資料によれば、同館の当時の所在地は川崎市小川町80番地（現在の同市川崎区小川町4-1の一部）、映画街の通りに南側に面するこの位置は、更地となって「ラ チッタデッラ」が建設されるまで変わらなかった。
1970年代のある時期に、川崎スカイ劇場と名称を変更し、引き続き洋画を上映した。
1983年（昭和58年）に従来の川崎グランド劇場を川崎グランド1と改称するにともない、川崎グランド2と改称した。川崎スカラ座、川崎名画座、川崎銀星座、川崎ニュース劇場以外が、川崎グランド5までのナンバーが振られた。
1987年（昭和62年）、映画街通りの北側地区（現在のチネグランデおよびビバーチェ）が全面立替されて、「チネチッタ」としてオープンするに伴い閉館、川崎映画劇場から川崎スカイ劇場にかけての歴史は幕を閉じた。現在、跡地はその後の再開発により2002年（平成14年）11月にオープンした、シネマコンプレックス「チネチッタ」を包含する複合施設「ラ チッタデッラ」の一角となっている。